# Chiropodomys
Chiropodomys — рід гризунів Старого Світу, які походять із Південно-Східної Азії та Північно-Східної Індії. Це дуже малі миші, які живуть на деревах, переважно в тропічних лісах. Загалом було ідентифіковано шість сучасних видів, але лише один із них, Chiropodomys gliroides, є звичайним і широко розповсюдженим, і його ретельно досліджено.

## Опис
Види Chiropodomys мають довжину тіла від 7 до 12 см, плюс хвіст від 9 до 17 см. Зазвичай вони сірі або коричневі на спині та білі знизу. Хвіст лише рідко вкритий волоссям, але має трохи більше на кінці, що надає вигляду китиці.
Chiropodomys gliroides особливо поширений у бамбукових лісах. Він активний вночі, вдень спить у гнізді в бамбука, вистеленому листям. Харчується виключно рослинами.
Новіші філогенетичні дослідження підтверджують, що вони тісно пов’язані з австралійськими гризунами з триби Hydromyini, або як окрема триба, або як група в межах Hydromyini.